# خوان سباستيان هيريرا
خوان سباستيان هيريرا (بالإسبانية: Juan Sebastián Herrera) هو لاعب كرة قدم كولومبي في مركز الهجوم، ولد في 4 نوفمبر 1994 في بوكارامانغا في كولومبيا. لعب مع أتلتيكو جونيور.

## وصلات خارجية
- خوان سباستيان هيريرا على موقع قاعدة بيانات كرة القدم.إي يو (الإنجليزية)
- خوان سباستيان هيريرا على موقع Soccerway.com (الإنجليزية)
- خوان سباستيان هيريرا على موقع AS.com (الإسبانية)